# Mónica Aragón Fernández-Cuervo
Mónica Aragón Fernández-Cuervo (Mèxic DF, 30 de juny de 1973) és una actriu i pallassa espanyola pertanyent a una família d'artista de llarga tradició, és filla d'Alfonso Aragón Sac (Fofito) i neta d'Alfonso Aragón Bermúdez (Fofó).
Va estudiar la carrera de periodisme. Els seus primers passos al món de l'espectacle es produeixen com a presentadora de televisió, concretament del programa Club Disney, que emetia Televisió espanyola, entre 1992 i 1996.
El 1997-1999 coincideix amb el seu oncle Emilio Aragón en la sèrie de televisió Médico de familia, en la qual interpreta en paper de la doctora Marta Sena.
Quant al seu pas pel cinema, a part d'alguns curtmetratges, ha d'esmentar-se la seva participació en la pel·lícula Camarón (2005), de Jaime Chávarri. Aquest mateix any presenta el programa divulgatiu de la 2 de TVE España innova.
Durant la dècada del 2000 participa en diversos espectacles musicals al costat del seu pare, com Circo Alaska (2007) i Sonrisas (2009), a més d'intervenir en l'obra Diez negritos (2000) i en el musical Cabaret (2003).
El 2013, al costat del seu pare i el seu oncle Rody Aragón, va muntar l'espectacle musical Cómo están ustedes, en el qual es feia un repàs a les més cèlebres cançons de Los Payasos de la Tele. Aquest mateix any, interpreta Blanche Girard en el llargmetratge Las hijas de Danao del director Fran Kapilla.
Un any més tard, va encapçalar l'elenc del reestrena del musical El otro lado de la cama, en aquest cas al costat del cantant Álex Casademunt.
El 2015 va protagonitzar en breu el curtmetratge You´re Gonna Die Tonight, dirigit per Sergio Morcillo i apadrinat pel director Miguel Ángel Vivas (Extinction), compartint cartell amb els actors Antonio Zancada, Rafa Casette, Francisco Reyes i Enrique Corrales i Ismael de las Heras.
De nou va tornar als escenaris el 2016 al costat del seu pare en l'espectacle Aquellas meriendas.
Està casada des de 2002 amb l'actor Jacobo Dicenta.

## Treballs
Pel·lícules
- 2015 - Mi gran noche, d'Alex de la Iglesia
- 2015 - Sólo química, d'Alfonso Albacete
- 2014 - Las hijas de Danao, de Fran Kapilla
- 2013 - Última Transmisión 2.0, de Sergio Morcillo (curtmetratge)
- 2013 - Última Transmisión, de Sergio Morcillo (curtmetratge)
- 2012 - Alienada, de José Luis Mora (curtmetratge)
- 2012 - Behaviors, de Pedrortega
- 2011 - ¿Jugamos?, d'Elisabeth Almeda (curtmetratge)
- 2010 - Fox Hunting, de Sergio F. Misis i Javier Salamanca (curtmetratge)
- 2005 - Camarón, de Jaime Chávarri

Televisió
- 2010 - Asoka, el refugio (documental) (narradora, veu)
- 2005 - Cuéntame cómo pasó (Temporada 7, episodi 5)
- 2002-2014 - Pasapalabra
- 2001 - Furor (1 programa)
- 1999 - Waku waku (1 programa)
- 1998 - El concursazo (1 programa)
- 1997-1999 - Médico de familia
- 1996 - ¿Que apostamos? (1 programa)
- 1993-1996 - Club Disney
- 1992-1996 - Telepasión Española